# Mike Bushell
Mike Bushell (Hertfordshire, 11 de diciembre de 1965) es un presentador británico de la BBC, más conocido por ser el presentador deportivo de BBC Breakfast de BBC One.

## Juventud
Bushell pasó su adolescencia en Yorkshire  después de crecer en el norte de Hertfordshire, asistió a la escuela Ashwell donde su padre John era director. Cuando tenía 8 años, comenzó su propio periódico, llamado Daily Owl. Jugó ajedrez para Hertfordshire y corrió en el equipo de campo a través del condado. Escribió una ópera a los 11 años y mantuvo vivas sus ambiciones musicales más tarde en dos bandas. En 1977 su familia se mudó a Harrogate y él fue a la escuela secundaria en Granby. Luego se unió al National Youth Theatre.
Bushell obtuvo un título de 2:1 en Drama y Televisión en King Alfred's College en Winchester, ahora la Universidad de Winchester. Para pagar sus deudas universitarias consiguió un trabajo en el periódico Hampshire Chronicle en la misma ciudad y fue enviado a la oficina de Eastleigh.

## Carrera

### Carrera temprana
Mientras practicaba en el trabajo de reportero, formó una banda con otros periodistas y cantó en muchos conciertos en el East End de Londres, alrededor de Stratford. Más tarde realizó una gira por Europa como vocalista de Don't Push the River, formando una asociación musical con Nigel Smith, escritor de la serie de comedia Teenage Kicks. Bushell cantó para la banda Arthur the Stoat, junto a Tim Rafferty y Pete Babes Wilson.
En 1982, participó en It's A Knockout, representando a Winchester en dos juegos, pero su equipo fue eliminado.

### Televisión
En 1990, después de estar en Derby Evening Telegraph y Windsor and Slough Observer, obtuvo su primer trabajo de transmisión en BBC Radio Solent como reportero. Luego se mudó a la televisión, como reportero y presentador de noticias, deportes y entretenimiento para BBC South Today antes de unirse al canal BBC News y más tarde estar en BBC Breakfast.
Bushell es el presentador deportivo de BBC Breakfast, desempeñándose los viernes y fines de semana, y a veces otros días de la semana. Ha estado en el canal BBC News desde su lanzamiento en 1997 y apareció en Celebrity Mastermind el 28 de diciembre de 2013. Hizo su debut en pantomima interpretando a un reportero deportivo en Aladdín en Northampton en 2010 junto a Chesney Hawkes.
En enero de 2018, participó en And They're Off! en ayuda de Sport Relief.
En agosto de 2019, Bushell fue anunciado como una de las celebridades participantes de la serie 17 de Strictly Come Dancing, siendo emparejado con la bailarina profesional Katya Jones. Fueron eliminados en la octava semana.

## Vida personal
Bushell tiene tres hijas. En mayo de 2019 se casó con Emily, una ejecutiva de marketing, a quien conoció en un pueblo vecino.